# Churín
Churín es una localidad peruana capital del distrito de Pachangara, ubicado en la provincia de Oyón en el departamento de Lima. Es famosa por sus aguas termales que constituyen su principal atractivo turístico. Está ubicada sobre la margen izquierda del río Huaura a 2258 m s.n.m. a unos 207 km al noroeste de Lima.

## Topónimo
En protoquechua, churin significa su hijo.

## Descripción
Churín es conocido por sus aguas termales, las cuales poseen propiedades medicinales y su temperatura varía desde los 35° a 55°.
Actualmente, la carretera Lima - Churín se encuentra asfaltada en un 90%, y con ello, el tiempo de viaje se ha reducido en hora y media .
Por otro lado, en el camino hacia Churín existen riesgos por las zonas en donde hay desprendimiento de rocas desde las laderas, por lo cual  las personas deben tomar sus precauciones, sobre todo en épocas de intensas lluvias.

## Patrimonio

### Natural

#### Aguas termales
- Baños termales de Churín[6]
- Baños Termo Medicinales De Tingo[7]
- Complejo Termal de la Juventud[8]
- Complejo Termal La Meseta[9]

Los baños termales de La Meseta, se encuentran a 4 minutos del centro de Churín. Este complejo está totalmente techado, y en cada una de sus pozas hay un letrero que indica las propiedades medicinales para algunas enfermedades.
- Complejo Turístico Mamahuarmi[10]

Mamahuarmi, se encuentra a unos 6 minutos del centro de Churín. Este complejo turístico está ubicado al aire libre y posee más de 6 pozas con aguas turquesas, siendo una de las más solicitadas “la poza de los novios”.

## Clima
| Parámetros climáticos promedio de Churín (territorios entre 2000 - 2500 m s. n. m.). | Parámetros climáticos promedio de Churín (territorios entre 2000 - 2500 m s. n. m.). | Parámetros climáticos promedio de Churín (territorios entre 2000 - 2500 m s. n. m.). | Parámetros climáticos promedio de Churín (territorios entre 2000 - 2500 m s. n. m.). | Parámetros climáticos promedio de Churín (territorios entre 2000 - 2500 m s. n. m.). | Parámetros climáticos promedio de Churín (territorios entre 2000 - 2500 m s. n. m.). | Parámetros climáticos promedio de Churín (territorios entre 2000 - 2500 m s. n. m.). | Parámetros climáticos promedio de Churín (territorios entre 2000 - 2500 m s. n. m.). | Parámetros climáticos promedio de Churín (territorios entre 2000 - 2500 m s. n. m.). | Parámetros climáticos promedio de Churín (territorios entre 2000 - 2500 m s. n. m.). | Parámetros climáticos promedio de Churín (territorios entre 2000 - 2500 m s. n. m.). | Parámetros climáticos promedio de Churín (territorios entre 2000 - 2500 m s. n. m.). | Parámetros climáticos promedio de Churín (territorios entre 2000 - 2500 m s. n. m.). | Parámetros climáticos promedio de Churín (territorios entre 2000 - 2500 m s. n. m.). |
| Mes                                                                                  | Ene.                                                                                 | Feb.                                                                                 | Mar.                                                                                 | Abr.                                                                                 | May.                                                                                 | Jun.                                                                                 | Jul.                                                                                 | Ago.                                                                                 | Sep.                                                                                 | Oct.                                                                                 | Nov.                                                                                 | Dic.                                                                                 | Anual                                                                                |
| ------------------------------------------------------------------------------------ | ------------------------------------------------------------------------------------ | ------------------------------------------------------------------------------------ | ------------------------------------------------------------------------------------ | ------------------------------------------------------------------------------------ | ------------------------------------------------------------------------------------ | ------------------------------------------------------------------------------------ | ------------------------------------------------------------------------------------ | ------------------------------------------------------------------------------------ | ------------------------------------------------------------------------------------ | ------------------------------------------------------------------------------------ | ------------------------------------------------------------------------------------ | ------------------------------------------------------------------------------------ | ------------------------------------------------------------------------------------ |
| Temp. máx. media (°C)                                                                | 27.5                                                                                 | 28                                                                                   | 28                                                                                   | 26.5                                                                                 | 23                                                                                   | 20                                                                                   | 19                                                                                   | 19                                                                                   | 19.5                                                                                 | 21.5                                                                                 | 23                                                                                   | 25                                                                                   | 23.3                                                                                 |
| Temp. media (°C)                                                                     | 15.8                                                                                 | 16.1                                                                                 | 15.5                                                                                 | 15.3                                                                                 | 14.1                                                                                 | 13.1                                                                                 | 12.8                                                                                 | 13.1                                                                                 | 13.9                                                                                 | 14.6                                                                                 | 15.1                                                                                 | 15.2                                                                                 | 14.6                                                                                 |
| Temp. mín. media (°C)                                                                | 18.5                                                                                 | 19                                                                                   | 18.5                                                                                 | 17                                                                                   | 15.5                                                                                 | 14                                                                                   | 13.5                                                                                 | 13                                                                                   | 13.5                                                                                 | 14                                                                                   | 15.5                                                                                 | 16.5                                                                                 | 15.7                                                                                 |
| Fuente n.º 1: Accuweather                                                            |                                                                                      |                                                                                      |                                                                                      |                                                                                      |                                                                                      |                                                                                      |                                                                                      |                                                                                      |                                                                                      |                                                                                      |                                                                                      |                                                                                      |                                                                                      |
| Fuente n.º 2: climate-data.org                                                       |                                                                                      |                                                                                      |                                                                                      |                                                                                      |                                                                                      |                                                                                      |                                                                                      |                                                                                      |                                                                                      |                                                                                      |                                                                                      |                                                                                      |                                                                                      |